# Dirk V
Dirk V (także Teodoryk V; ur. ok. 1052, zm. 17 czerwca 1091 w Geldrii) – ósmy hrabia Holandii (nazywanej wówczas Fryzją) z rodu Gerolfingów od 1061 roku do swojej śmierci. W 1083 roku został nazwany comes hollandensis (komes/hrabia holenderski), co można uznać za pierwsze wymienienie takiego tytułu.

## Życiorys
Był najstarszym synem Florisa I (Florencjusza I; panował 1049–1061) oraz Gertrudy saskiej (ok. 1030-1113), córki księcia Saksonii Bernarda II. Władzę objął w młodym wieku, prawdopodobnie mając 9–10 lat. Korzystając z młodego wieku władcy tereny Fryzji zajął Willem I van Gelre, biskup Utrechtu, korzystając z pomocy księcia Górnej Lotaryngii Gotfryda III (IV) Garbatego, podporządkowując sobie Fryzów. Prawa biskupa do Holandii potwierdził zwierzchnik obydwu, cesarz Henryk IV Salicki w dokumentach z 30 kwietnia i 2 maja 1064 roku. Dirkowi zostawiono jefynie tereny u ujścia Renu i na zachód od wyspy Terschelling (tzw. Vlie) – na jednej z wysp Zelandii schronił się razem z Gertrudą saską. Jego matka, pełniąca funkcję regentki, wkrótce wyszła za Roberta I (był z Gertrudą regentem do 1071), dziedzica hrabstwa Flandrii i młodszego syna Baldwina V. Baldwin dał Dirkowi jako apanaż część Flandrii z wyspami na zachód od ujścia Skaldy. Wkrótce Robert zdobył też dla swego pasierba wyspy na wschód od Skaldy, a także przejściowo Kennemerland (północna część Holandii Północnej).
W międzyczasie we Flandrii wybuchła wojna o władzę. Po śmierci starszego brata Roberta, Baldwina VI, władzę mieli przejąć jego dwaj nieletni synowie, Arnulf III Nieszczęśliwy i Baldwin. Robert domagał się regencji nad nimi, czemu sprzeciwiała się Rychelda z Hainaut, ich matka i wdowa po Baldwinie VI. W 1071 roku doszło do decydującej bitwy pod Cassel, w której wojska Roberta I pokonały sprzymierzone siły zwolenników Rycheldy i króla Francji Filipa I. W bitwie zginął Arnulf III, a jego matka dostała się do niewoli. Baldwin, ocalały przy życiu brat, został dziedzicem Hainaut po swojej matce. Wkrótce konflikt we Fryzji stał się sprawą międzynarodową wobec zaangażowania stron w spór o inwestyturę. Biskup utrechcki zdecydowanie popierał cesarza, natomiast Dirk obstawał przy papieżu Grzegorzu VII i antykrólu Rudolfie Szwabskim.
Tymczasem w Holandii pod nieobecność Roberta I doszło do ludowej rewolty przeciw władzy biskupa Utrechtu. Zwalczył ją wierny cesarzowi i biskupowi Gotfryd III Garbaty. Na początku 1076 roku na prośbę biskupa odwiedził on jeszcze raz te tereny, ale został zamordowany przez powstańca Gizelberto 26 lutego tegoż roku w Delfcie (bardzo możliwe, że na rozkaz Roberta lub Teodoryka). Śmierć Gotfryda została przez współczesnych uznana za przejaw boskiej interwencji. Biskup Wilhelm zmarł 17 kwietnia – tym samym Dirk V stał się samodzielnym władcą bez pretendentów do jego ziem. Nadał część fryzyjskich ziem swemu ojczymowi, który przez to nazywany jest Robertem I Fryzyjskim. Wkrótce Robert i Dirk wspólnie pokonali Konrada, kolejnego biskupa Utrechtu, który znalazł się w niewoli hrabiego na zamku Ysselmonde i oddał całość zagarniętych ziem w zamian za wolność. Jednak w 1077 roku biskupstwo utrechckie otrzymało od cesarza 1077 dystrykt Stavoren, a w 1086 Oostergo i Westergo – wszystkie we Fryzji.
Hrabia Dirk V zmarł 17 czerwca 1091 roku, zapewne podczas walk z Ekbertem I miśnieńskim, pozostawiając rządy kilkuletniemu synowi Florisowi. Pochowano go w Egmond, razem z żoną.

## Małżeństwo i potomstwo
Przed 26 lipca 1083 roku ożenił się z Othildis, o której pochodzeniu nic nie wiemy. Jej imię sugeruje pochodzenie saksońskie, ale w kronikach tego regionu nie zostało odnotowane w tym czasie małżeństwo żadnej Othildis, co było powszechną praktyką. Wiadomo, że została pochowana razem z mężem i że zmarła 18 listopada. Doczekali się dwójki dzieci:
- Florisa (ok. 1085–1121), następcę ojca na tronie od 1091 jako Floris II, zwany Grubym;
- Matyldy.